# Hans Boeckh-Behrens
Hans Boeckh-Behrens (27 de novembro de 1898 - 13 de fevereiro de 1955) foi um oficial alemão que serviu durante a Segunda Guerra Mundial. Foi condecorado com a Cruz de Cavaleiro da Cruz de Ferro.

## Condecorações
- Cruz de Ferro 2ª Classe
- Cruz de Ferro 1ª Classe
- Cruz de Cavaleiro da Cruz de Ferro - 9 de dezembro de 1944